# Gábor Kornél Tolnai

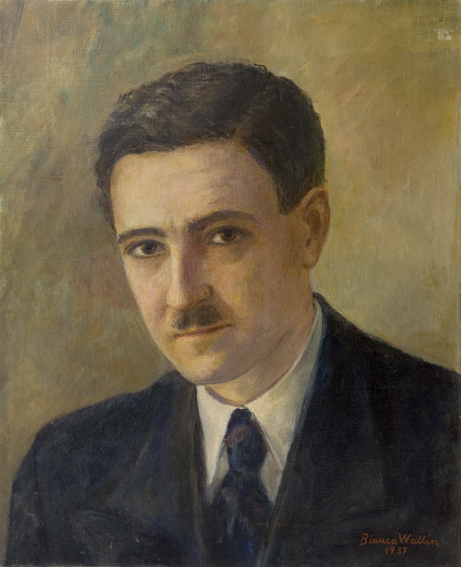
Gábor Kornél Tolnai, porträtt i olja utfört av hustrun Bianca Wallin 1937.

Gábor Kornél Tolnai, född 22 november 1902 i Budapest, död 3 februari 1982 i Stockholm, var en ungersk-svensk diplomingenjör, uppfinnare, konstruktör, finmekaniker och egen företagare. Han var verksam i Sverige från 1935 och blev svensk medborgare 1940. Han är mest känd för sina uppfinningar och patent på spinnmaskiner, centralinstrument och flera olika typer av bandspelare. År 1935 gifte han sig med konstnären Bianca Wallin (1909–2006) och paret bosatte sig i Stockholm. Paret fick tre döttrar.

## Biografi

### Studier i Budapest
Gábor Kornél Tolnai avlade studentexamen 1920 vid Budapest-Fasori Evangélikus Gimnázium. Därefter studerade han vid Tekniska Högskolan i Budapest. Efter diplomingenjörsexamen våren 1924 slog han sig ned i Paris för studier och praktik under tre år.

## Anställning, uppfinningar och patent, egen företagare

### Anställning 1927
Hösten 1927 återvände han till Budapest och fick anställning hos koncernen Linum-Taussig i Budapest som teknisk övervakare av företagets spinneri. För Linum-Taussig arbetade han även i staden Győr. Åren 1928–1931 gjorde Kornél Tolnai tre egna uppfinningar, Centralograph, Teletachograph och Regulator, som han utarbetade fullständigt.

### Tre uppfinningar och patent
- Centralograph, som var avsedd för registrering av spinnmaskinernas gång i verkstaden och kontoret. (1928–1931)[5]

(1931–1932). Improvements in and relating to apparatus for recording the speed of working of machine or other revolving shafts. Gabor Kornel Tolnai Oct, 31 1932: GB382664. Patent: 382,664. Recording-apparatus. TOLNAI, G. K., 13, Mester Utca, and HERMANN, Paul, 45, Budaörsi Ut., both in Budapest. July 31, 1931, No. 21869. [Class 106 (iv).] An apparatus for recording the speed or working of a machine comprises a recording member periodically restored to and started anew from a...
- Teletachograph, som var avsedd för registrering och förbättring av spinnmaskinernas gång, "för fjärrkontroll av arbetsmaskiner". (1928–1931)[6][7]

(1931–1932). Improvements in and relating to apparatus for recording the speed of working of machine or other revolving shafts. Gabor Kornel Tolnai Oct, 31 1932: GB382664. Patent: 384,697. Recording- apparatus. TOLNAI, G. K., 13, Mester U, Budapest. July 31, 1931, No. 21870. [Class 106 (iv).] Recording particular operations.-An apparatus for recording the performances of a number of working machines on a common record-strip driven uniformly comprises a printing hammer 1,...
- Regulator, som var avsedd för att hålla varvtalet konstant hos spinnmaskinerna oavsett belastningen. (1928–1931)[8]

## Referenser

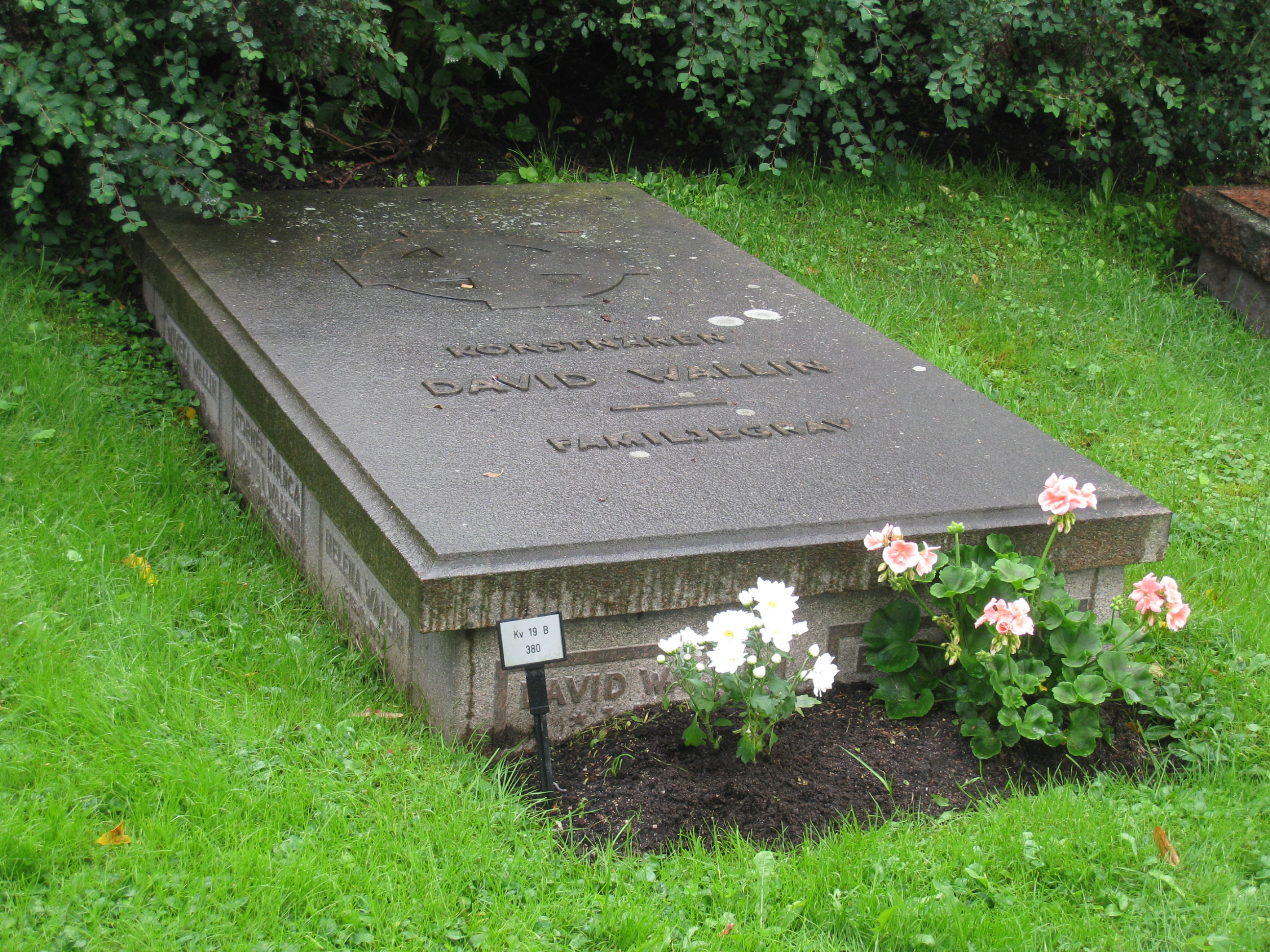
Gábor Kornél Tolnai ligger begraven tillsammans med sin hustru i David Wallins familjegrav på Norra begravningsplatsen i Solna, utanför Stockholm.

### Egen företagare 1928

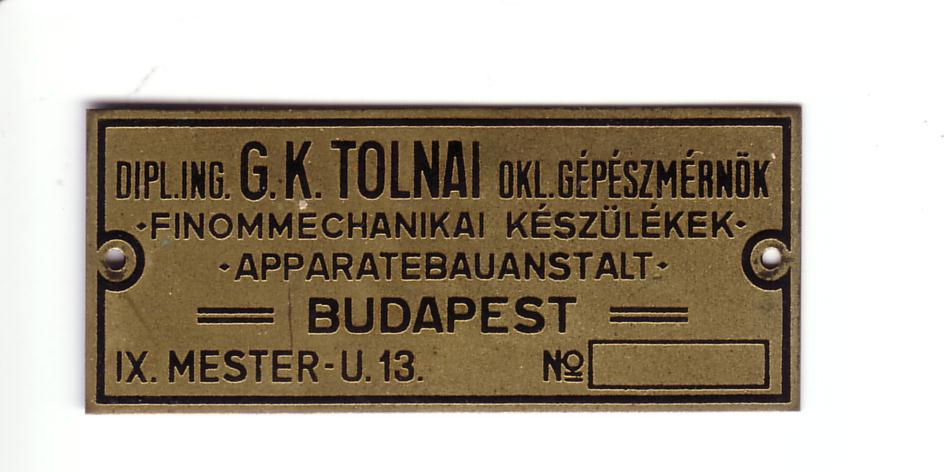
Mässingsskylt. Tolnai etablerade sig hösten 1928 som egen företagare med finmekanisk verkstad, Finommechanikai készülékek, på Mester útca 13, IX. Budapest i distriktet Ferencváros, under namnet G.K. Tolnai Okl. Gépészmérnök (diplomerad elektroingenjör), där han tillverkade apparater, utrustningar och anordningar. Bilden visar hur skylten som sattes på apparaterna såg ut.

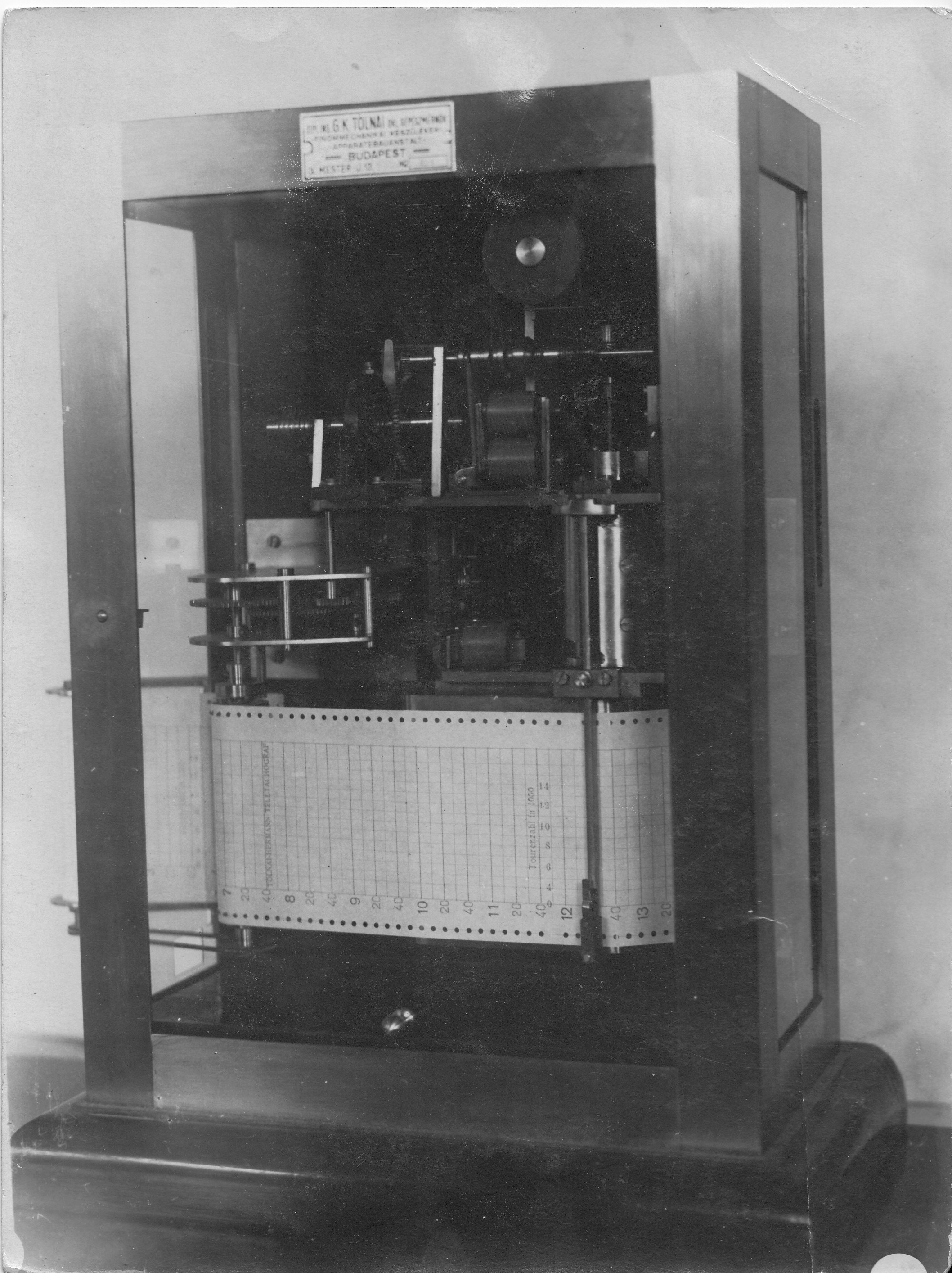
Tolnais Centralograf för produktionsövervakning och registrering av spinnmaskinernas gång. Foto från verkstaden i Budapest, 1931. Lägg märke till mässingsskylten högst upp på apparaten.

Ett år senare, hösten 1928, etablerade han sig som egen företagare i Budapest med en egen finmekanisk verkstad, vars verksamhet var baserad på de tre egna uppfinningar, som han fått patent på. Alla uppfinningarna var avsedda för registrering och förbättring av spinnmaskinernas gång. Tidvis hade han ett 10-tal anställda. Den finmekaniska verkstaden, "Dipl.ing. G.K. Tolnai Okl. Gépészmérnök", låg på Mester útca 13 i Budapest IX. Här tillverkade han de tre uppfinningarna i den egna verkstaden.
De tre uppfinningarna var:
Centralograph, för produktionsövervakning och registrering av spinnmaskinernas gång i verkstad och kontor,
Teletachograph, ett färdskrivarkort, en enhet, för registrering och förbättring av spinnmaskinernas gång, "för fjärrkontroll av arbetsmaskiner", som kombinerar funktionerna av en klocka och en hastighetsmätare och
Regulator, en anordning för att mäta och reglera hastigheten för att hålla varvtalet konstant hos spinnmaskinerna oavsett belastning.

### Centralografen tillverkas, bilder
Centralografen tillverkas, interiörer från diplomingenjör Gábor Kornél Tolnai i sin finmekaniska verkstad med några av verkstadsarbetarna på Mester utca 13 i Budapest.

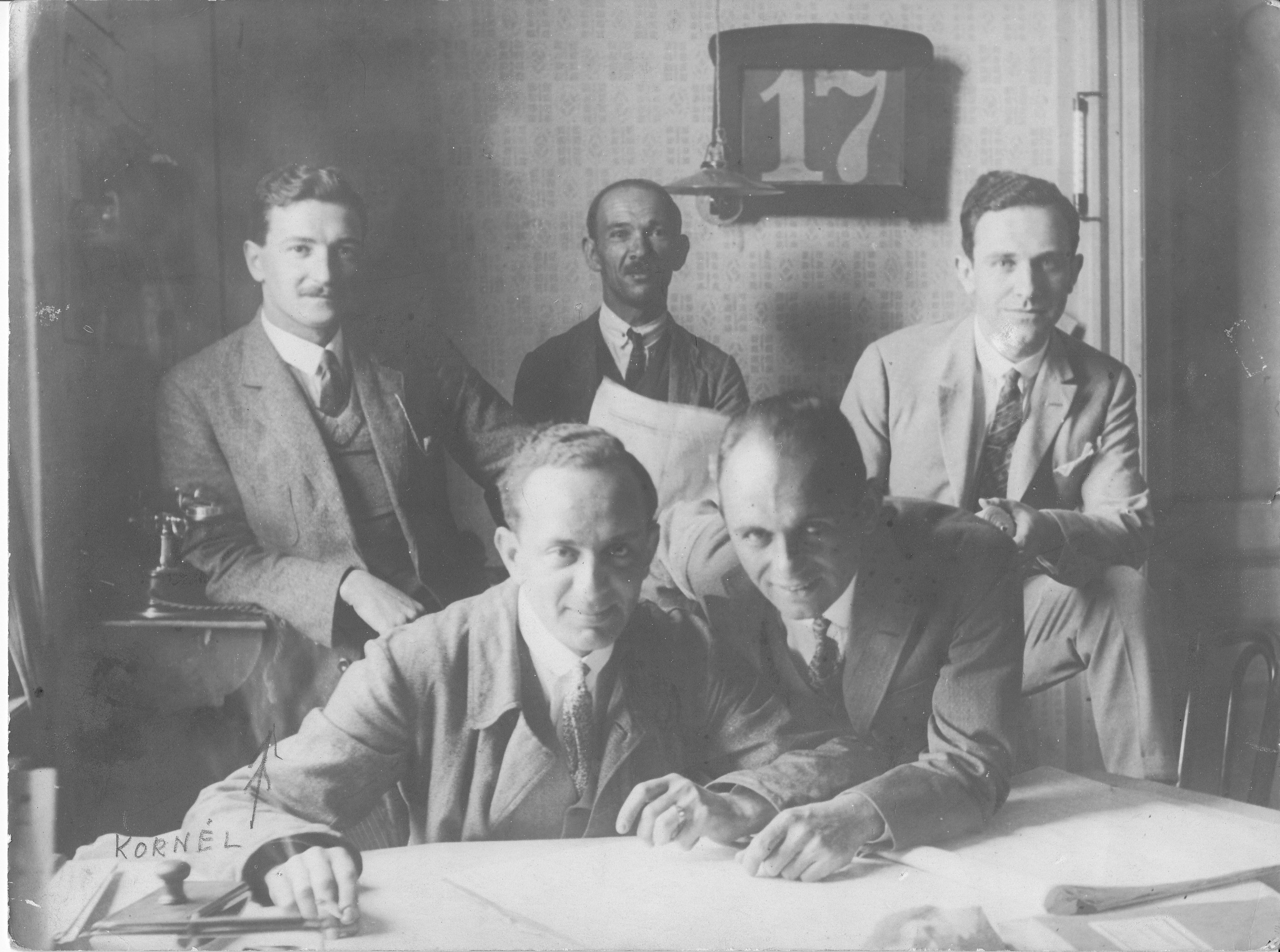
Uppfinnaren Kornél Tolnai står längst till vänster tillsammans med några av verkstadsarbetarna i den mekaniska verkstaden i Budapest. Foto 1931.
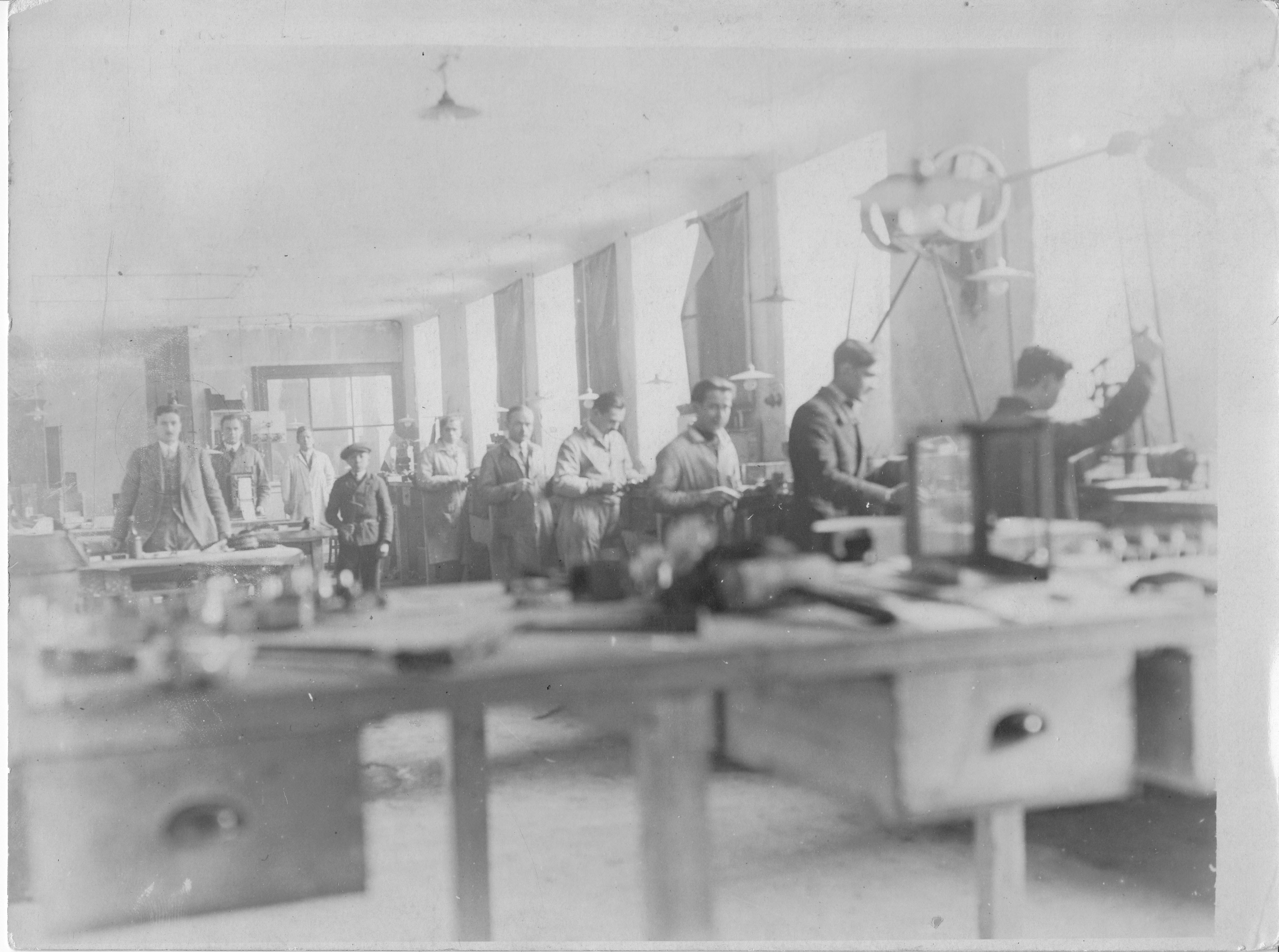
Interiör från den finmekaniska verkstaden i Budapest. Kornél Tolnai står längst till vänster. Foto 1931.
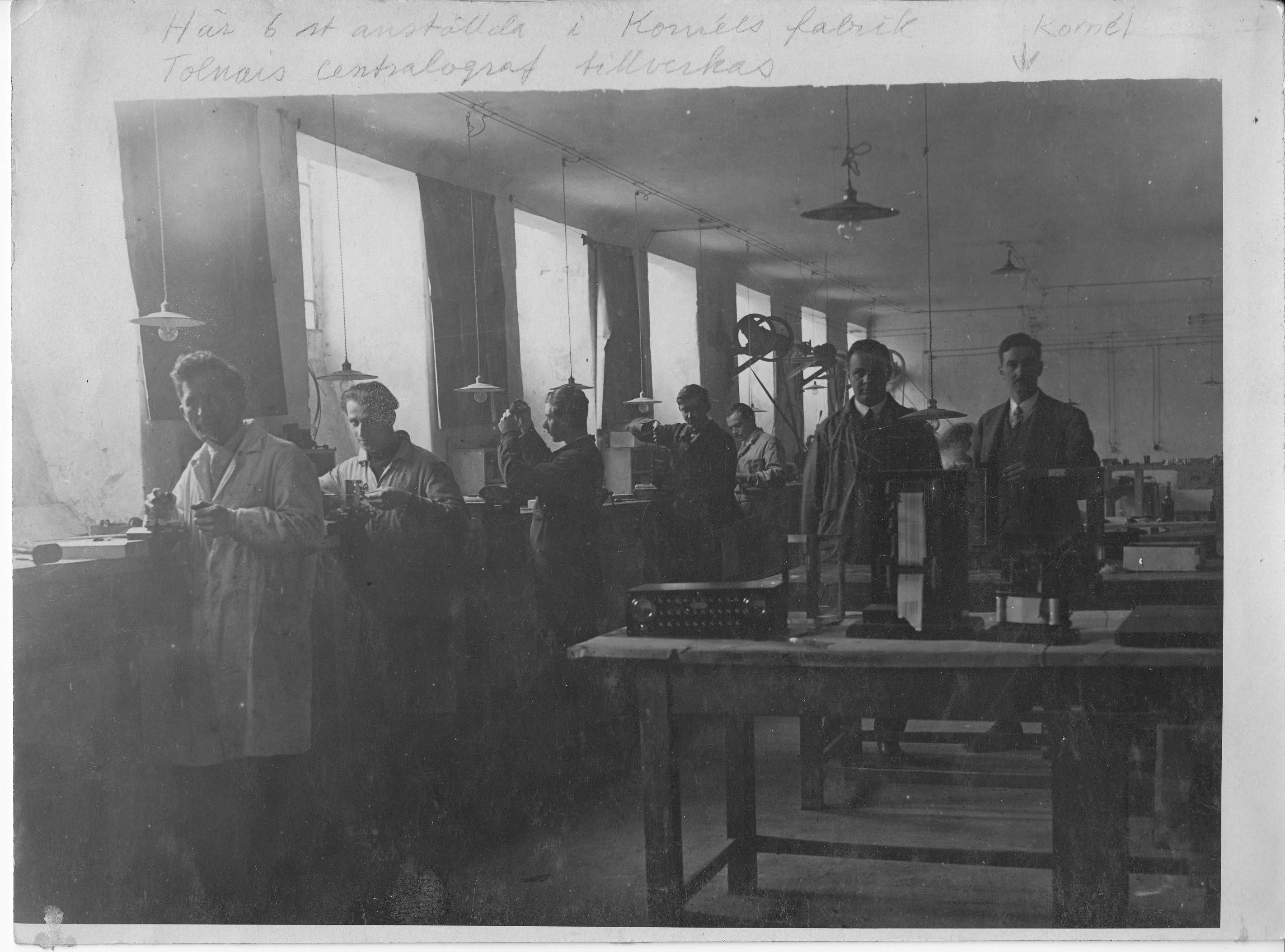
Interiör från den finmekaniska verkstaden i Budapest. Kornél Tolnai står längst till höger. Foto 1931.

### Leipzigmässan 1930 och 1931

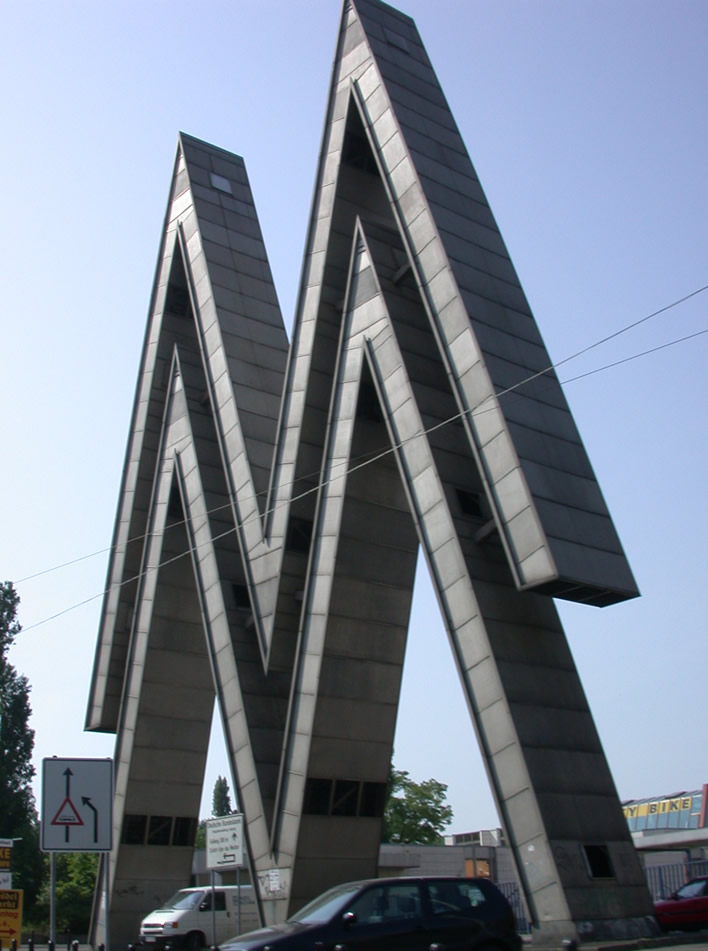
Leipzigmässans logotyp på Alte Messe Leipzig, ett dubbel M för Messe, som var symbolen för Leipzigmässan.

Sina uppfinningar ställde Tolnai ut på Leipzigmässan 1930 och kom då i kontakt med textilindustrierna i Norrköping och Borås. Under 1930 kom Gábor Kornél Tolnai också i kontakt med L.M. Ericsson. Det var hösten 1930 som Tolnai ställde ut sina uppfinningar på Leipzigmässan. Kornél Tolnai kom då i kontakt med ingenjör Hugo Hennig, chef för en textilindustri i Borås, AB Hugo Hennig, och en i Norrköping och ansvarig utgivare för Skandinavisk Tidskrift för Textilindustri i Borås. L.M. Ericsson gjorde en preliminär överenskommelse och inbjöd Tolnai till Stockholm.
År 1931 ställde han återigen ut sina uppfinningar och patent vid Leipzigmässans vårmässa. L.M. Ericsson inköpte då hans patent. I december 1931 besökte Tolnai L.M. Ericsson i Stockholm, och han var därefter verksam hos L.M. Ericsson, både i Stockholm och i Budapest. 

### Anställning hos L.M. Ericsson
Från den 15 februari 1932 anställdes Tolnai hos L.M. Ericsson huvudfabriken på Tulegatan 18 i Stockholm. Ericsson hade förvärvat tre uppfinningar av Tolnai, de erbjöd kontrakt med royalty och fast anställning, med viss tjänstgöring på Döbelnsgatan 18. Under 1934 övergick anställningen till L.M. Ericssons försäljning AB i Budapest.

### Föredrag i Budapest 1934
I Skandinavisk Tidskrift för Textilindustri, N:o 7–8, 1931, som trycktes i AB Borås Tidningstryckeri på svenska, fanns en artikel om Kornél Tolnais uppfinning med text och bilder. Rubriken på artikeln var Ett värdefullt hjälpmedel vid rationalisering av industriell drift,  Affärslivet, aktieägare och fabrikanter yrka på en ekonomisk produktion. Ansvarig utgivare för tidskriften, ett tekniskt fackorgan för textilindustrin, var Hugo Hennig. Teletachograf och Centralograf ställdes upp bredvid varandra, som till exempel i spinnerichefens kontor på den stora bomullsfirman Leó Goldbergers textilfabrik (Goldberger Textilművek Rt.) i Budapest. Här var också system Tolnai anslutna till en kontrollanläggning i ringspinningssalen. 
År 1934, tio år efter sin examen 1924 vid Tekniska Högskolan i Budapest, höll Kornél Tolnai ett föredrag om sina uppfinningar Teletachograf och Centralograf på Tekniska Högskolan i Budapest (ungerska: Budapesti Műszaki és Gazdaságtudományi Egyetem, BME). Rubrik på föredraget var "Rationalisering av Textilindustrin". Föredraget innehöll samma information som trycktes i den ungerska textilfacktidningen "Magyar Textiltechnologusok Lapja", den 25 maj 1934 "TEXTIL-IPAR", Budapest.

### Experimentverkstad
År 1935 inrättade han en experimentverkstad i Stockholm, Arago, på Tjärhovsgatan 23 på Södermalm, han byggde modeller och mätinstrument, och sysslade med konstruktioner och uppfinningar av vilka en del ledde till patent. Ett par av hans mest framgångsrika konstruktioner togs i bruk för militär luftvärnsinstrumentering. Bland annat samarbetade han med Bofors angående sin uppfinning impulsmotorn, en tempereringsmaskin för luftvärnskanoner.
Kornél Tolnai gjorde egna experiment. 1936 gjorde han en uppfinning, Reportoskop, som byggdes och demonstrerades i Berlin mitt under pågående Olympiaden där, sommaren 1936. Tolnai hade byggt sin uppfinning Reportoskop och förevisade den i Berlin vid sommarspelen 1936, den 1 augusti – 16 augusti, den skulle användas för att följa en idrottsman, till exempel en löpare på banan.
Perioden 1937–1938 hade han flera tillfälliga uppdrag för Arméförvaltningen, som utnyttjade hans patent på bland annat drivrelä, vilket sedan kom att ingå i hans konstruktion av centralinstrumentet. Han utförde också konstruktioner för marinen, impulsmotorer för Bofors med flera, samt en tempereringsmaskin inbyggd i granatspets, temperering i eldröret på en kanon under pågående och varierande inriktning mot flygplan. På Arehns översatte han Gamma-ritningar, det ungerska centralinstrumentet, från ungerska till svenska. 

## Uppfinnare och konstruktör under 1940-talet
Åren 1939–1949 var Tolnai anställd vid AB Gerh. Arehns Mekaniska Verkstad, ett industriföretag på Alströmergatan 20 på Kungsholmen i Stockholm, senare Arenco AB, såsom uppfinnare och konstruktör och byggde där svenska arméns nya centralinstrument för luftvärnskanoner (Rapportoskop), som beräknar hur vapen ska riktas för att träffa ett mål. Han gjorde konstruktioner för artilleriet. Han uppfann 1937 ett centralinstrument för luftvärnskanoner, ett Rapportoskop, som var ett centralinstrumentet för luftvärnskanoner. Det patenterades av Arenco i 12 länder (1937–1939) genom Kungl. Arméförvaltningens Tygdepartement 1938. Kungliga arméförvaltningen var en föregångare till Försvarets materielverk. Arméförvaltningen hade flera avdelningar.  De var Tygavdelningen, som handhavande tygmateriel både vad gällde projektering och inköp och Intendenturavdelningen, som skötte, som namnet anger, intendenturmaterielen. Rapportoskop beställdes av Arméförvaltningen 1938, denna konstruktion var början till Centralinstrument hos Arenco. Tolnai var bland annat vid Arméförvaltningen vid Armégården på Riddargatan 13.
Centralinstrument är en slags kalkylator som beräknar hur vapen ska riktas för att träffa ett mål. De första centralinstrumenten utvecklades i början av 1900-talet. Fram till mitten av 1900-talet bestod centralinstrumenten av analoga mekaniska räkneapparater. Numera utgörs de av datorer och de används för alla typer av vapensystem. Tolnai uppfann ett Drivrelä, som hade en variabel utväxlingsanordning och var en del i Centralinstrumentet. Det var ett separat patent hos Arenco (1943). Han uppfann även en Impulsator, som användes för temperering i eldröret på en kanon under pågående och varierande inriktning mot flygplan. År 1955 slogs Arehns samman med AB Siefvert & Fornander till Arenco AB. Under Arago-tiden 1935–1936 byggde och utvecklade han även en fjärrskrivmaskin och ännu 1942 fanns det intressenter för hans uppfinning.

## Eget företag 1950

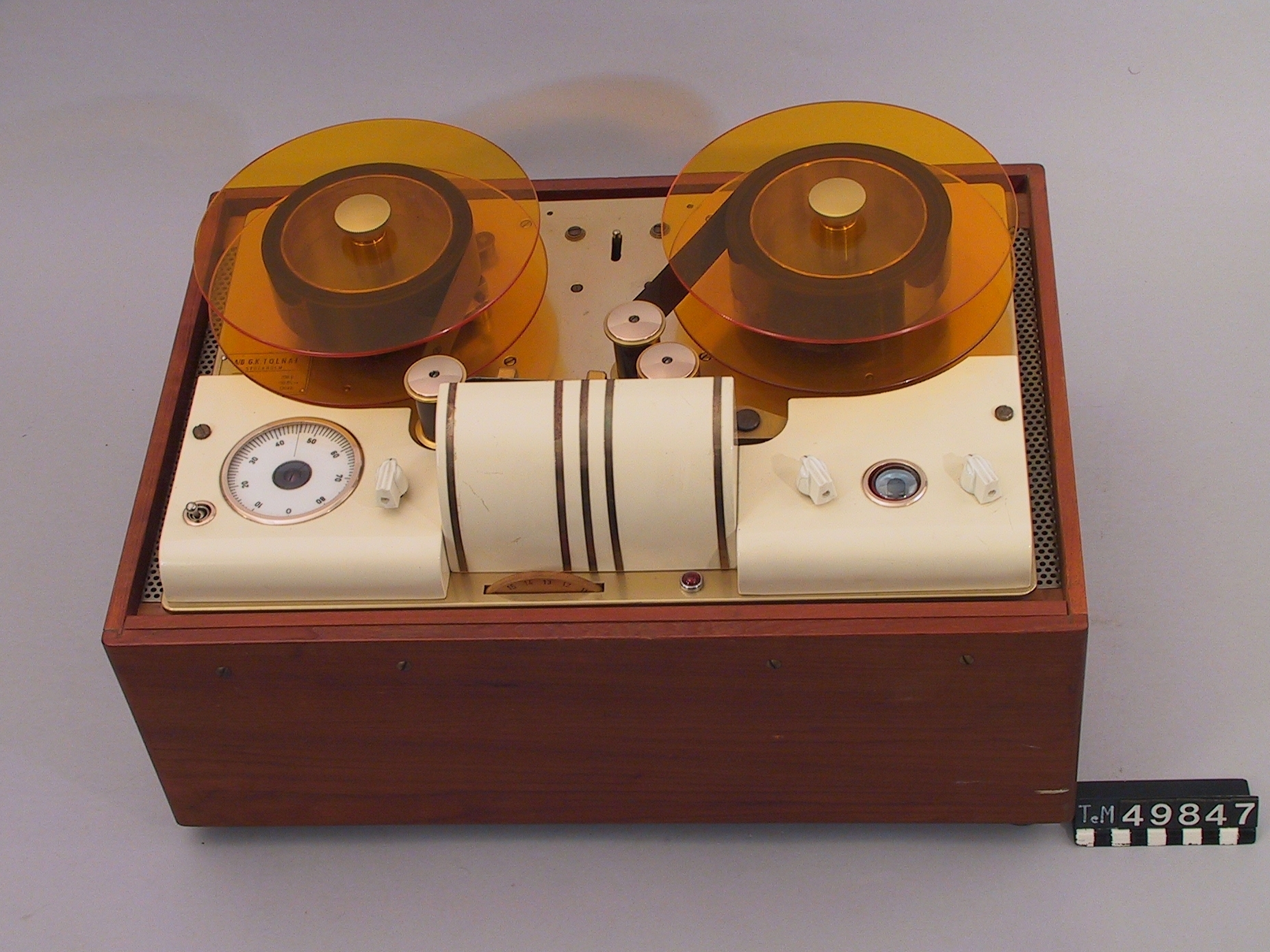
Tolnai "LP16", Standard. Long Playing Tape Recorder, bandspelare med 16 kanaler på 35 mm band, speltid 16 timmar, som utvecklades av Kornél Tolnai i mitten på 1950-talet och tillverkades fram till slutet av 1960-talet. Tillhör Tekniska museet, Stockholm.

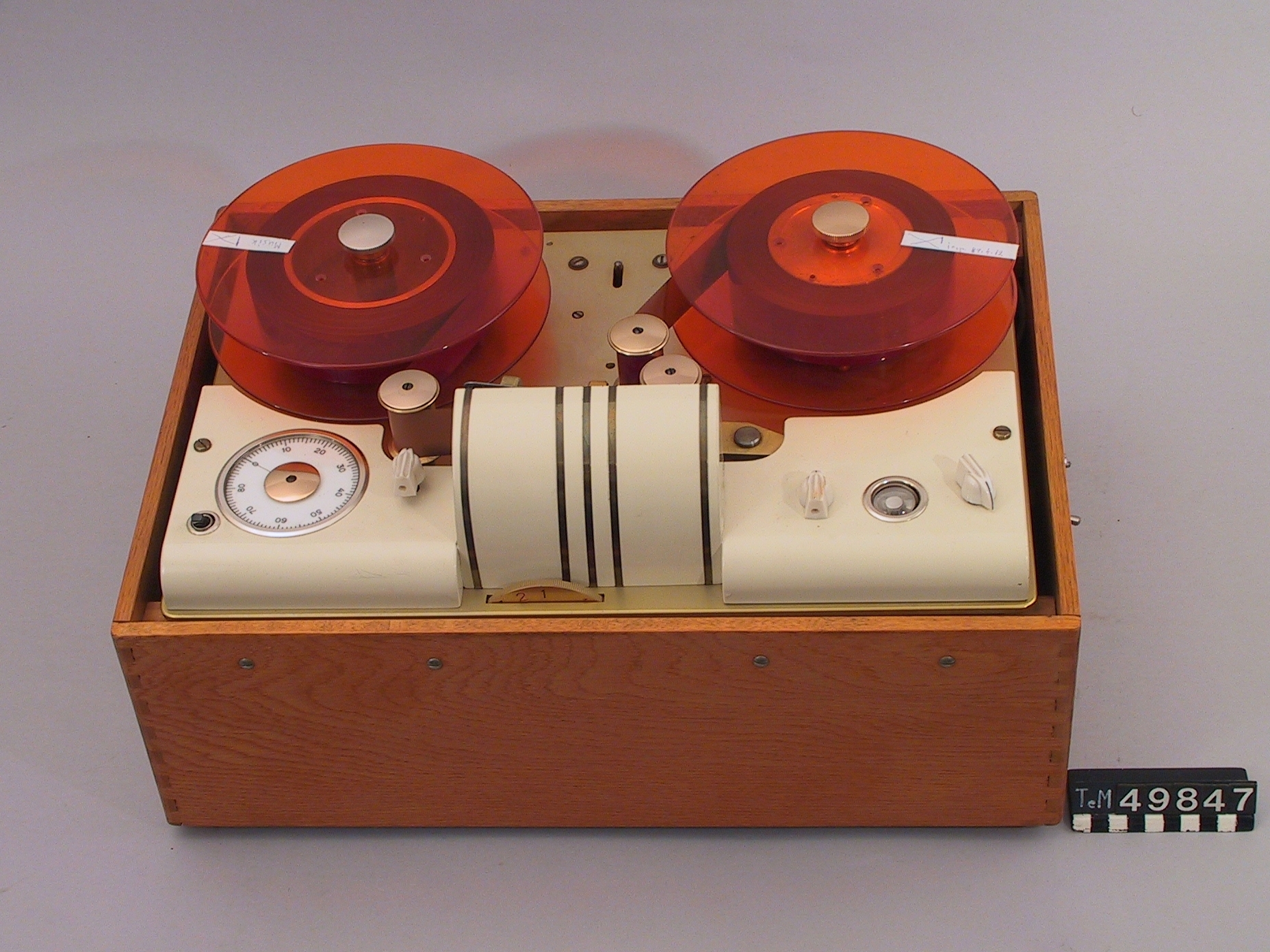
Tolnai "LP20", Long Playing Tape Recorder med 20 spår, som utarbetades av Kornél Tolnai i mitten på 1950-talet tillverkades till slutet av 1960-talet. På Tekniska museet i Stockholm finns två apparater och på Centrum för Näringslivshistoria i Stockholm finns också en apparat.

Gábor Kornél Tolnai startade 1950 AB G.K. Tolnai, en egen firma med verkstad och laboratorium. År 1950–1977 drev Kornél Tolnai sitt eget företag, dels på Främlingsvägen 47 i Hägersten, dels på Hälsingegatan 6 i Vasastan, båda i Stockholm. Som egen företagare besökte han under denna period regelbundet flera industrimässor, speciellt Hannovermässan för att ställa ut sina apparater och marknadsföra dem.

### Egna bandspelare och "Tolnai Studymaster"
Gábor Kornél Tolnai började konstruera egna bandspelare i början på 1950-talet då bandspelartekniken slog igenom. Han utgick ifrån redan uppfunna trådspelare och utvecklade konstruktionen. Han konstruerade bandspelare för caféer, så kallade caféautomater. Han konstruerade och fick patent på en bandspelare med brett band upp till 40 entimmeskanaler. Modellerna hette Standard "LP16" med 16 kanaler på 35 mm band, speltid 16 timmar, Specialutförande "LP24" med 24 kanaler på 50 mm band, speltid 24 timmar och Specialutförande "LP28" med 28 kanaler på 35 mm band, speltid 28 timmar och Super "LP28" med 16–28 kanaler med varierbar kanalbredd, speltid 16–28 timmar. De angivna speltiderna gällde vid högsta Hi-Fi bandhastighet. Bandspelarna hade tre motorer och 35 eller 50 mm brett band. Bandhastigheten var normalt 5", men det fanns även andra hastigheter. Extra tillbehör kunde vara multipelhuvud för återgivning av flera kanaler samtidigt eller för registrering av flera förlopp samtidigt.

## Tolnai Studymaster för undervisningsändamål

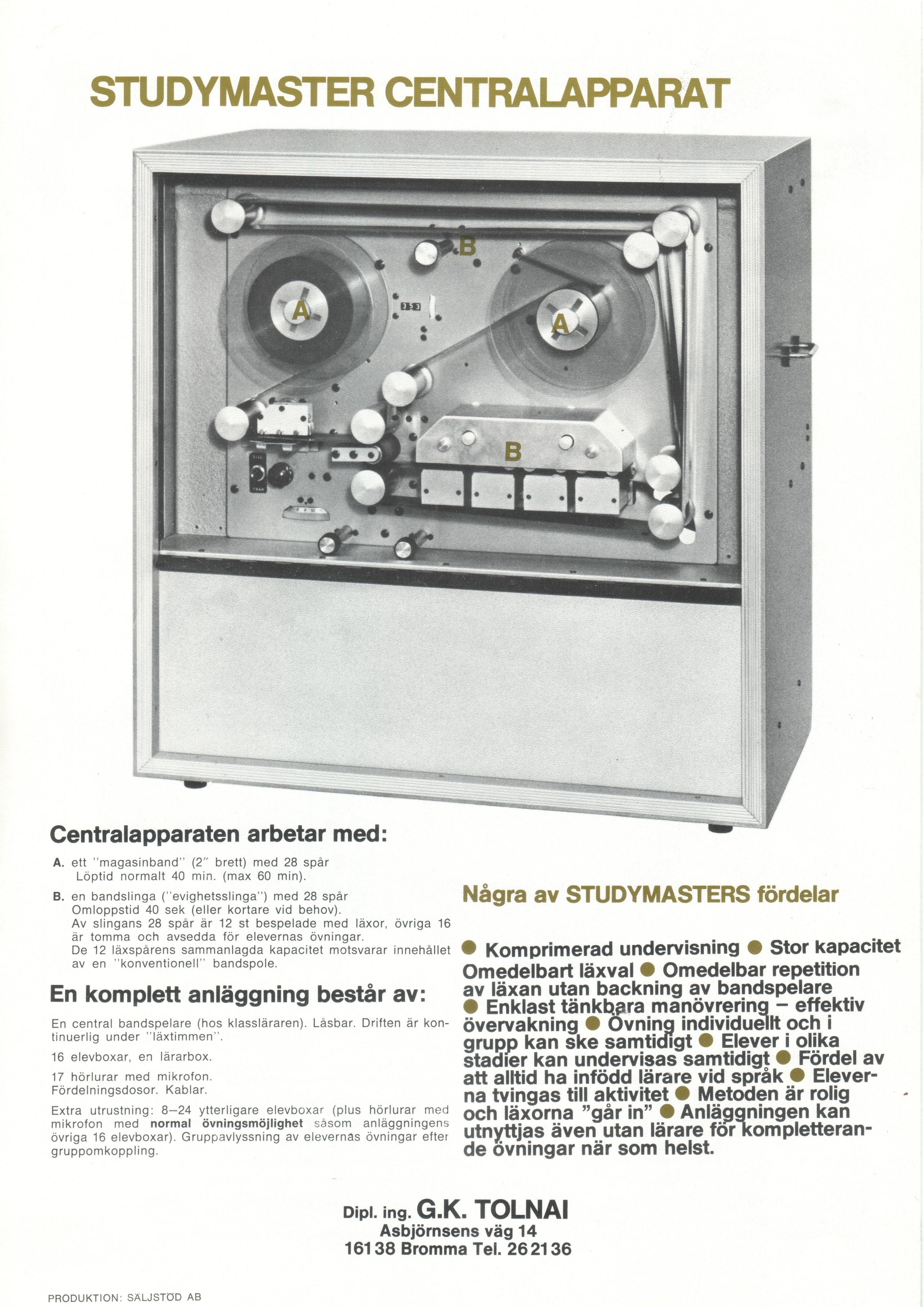
Studymaster Centralapparat för språkundervisning i skolor och Stockholms universitet vid mitten på 1960-talet.

Bandspelarna tillverkades dels för caféautomater, en slags jukebox, dels för musikåtergivning i hemmet och skolan samt för undervisningsändamål, en så kallad Studymaster, eller som bandspelaren hette Tolnai Studymaster, för språkundervisning i skolor. Här samarbetade han med AB Stålex åren 1964–1967.
Vid utformningen av den nya uppfinningen Tolnai Studymaster gav professor Max Gorosch vid Institutionen för tillämpad språkvetenskap vid Stockholms universitet värdefulla pedagogiska synpunkter. Den nya språkmaskinen innebar en genomgripande utveckling av de tekniska hjälpmedlen för undervisning i språklaboratorier. Tolnai Studymaster välkomnades som ett stort steg i rätt riktning av språkvetenskapsmän. Bandspelarna såldes i Sverige, Finland, Ungern och USA. Han arbetade ständigt på förbättringar inom ljudtekniken.

## Bakgrundsmusik

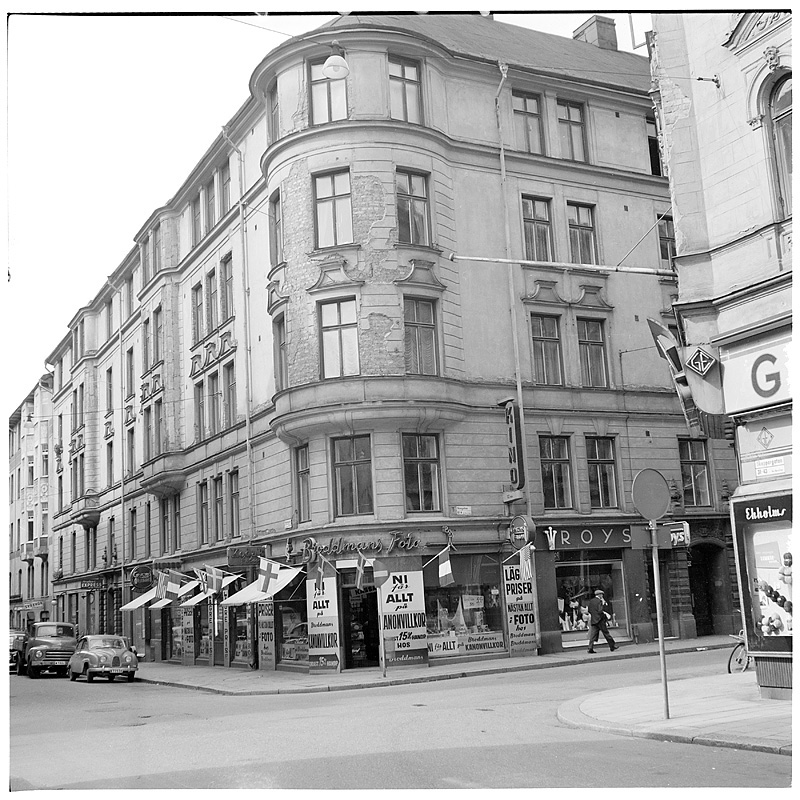
"Broddmans Foto" i hörnan Skeppargatan-Storgatan i Stockholm, 1962. Hos Broddmans fanns Tolnai bandspelare både i butiken på Storgatan och i Konserthusbutiken, "med Russ Conways skvalande spikradiomusik hela dagarna".

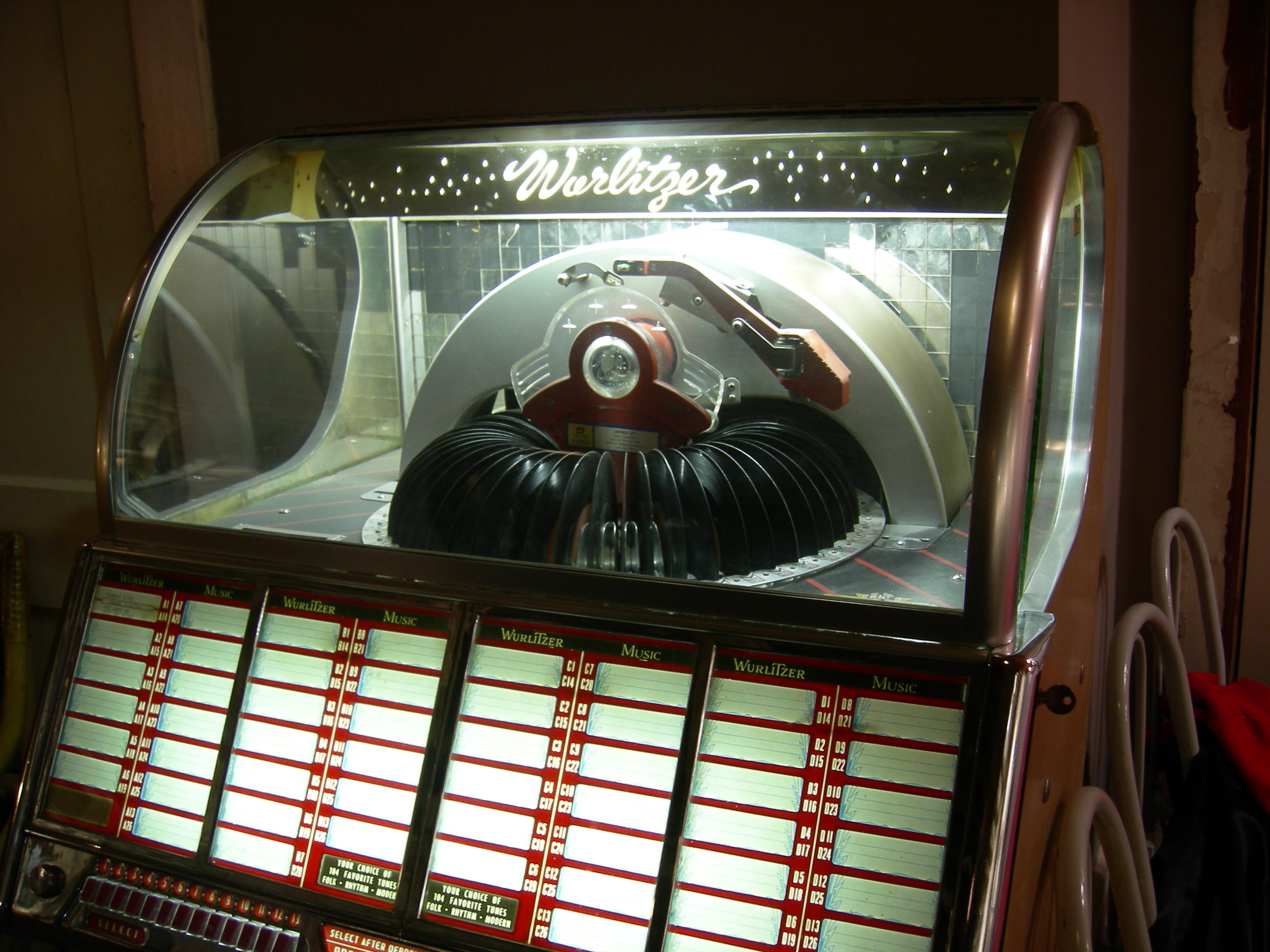
En jukebox från 1950-talet, en "Wurlitzer (jukebox)" med vinylskivor.

Kornél Tolnais bandspelare med flera kanaler utvecklades för att exempelvis användas i butiker, som ville ha bakgrundsmusik. Broddmansbutikerna sålde kvalitetsprodukter av de stora välkända märkena av film, kameror, radio, TV och även musikinstrument och skivor. John Broddman (1937–2006) drev tillsammans med sin far Georg Broddman (1902–1985) en radio- och fotobutik. Den första Broddmanbutiken hade öppnat på Storgatan 12 i Stockholm och den fanns där redan på 1950-talet. Nästa butik blev den mest kända. Butikskedjan Georg Broddman i Konserthuset på Kungsgatan i Stockholm köpte i början på 1960-talet en Tolnai bandspelare med 8 kanaler mono på 1":s band med oändlig bandslinga. Det var under Radio Nord-tiden som Broddman öppnade sin butik i Konserthuset och då hade man ett Tolnai-band, som gick hela dagarna med den engelske pianisten Russ Conway på spikradio. Det var välkänt att Broddmans spelade sin musik så att det hördes "ut på gatan".
I USA fanns samtidigt en stor 8-spårskassett, Stereo 8, med oändlig slinga, avsedd främst för bilstereoljud. Stereo 8 (kallas ofta "8 track") var ett analogt, magnetiskt lagringsmedium för ljud. Formatet introducerades 1964 och var populärt från mitten av 1960-talet fram till början av 1980-talet, framförallt i USA. Formatet hade åtta ljudkanaler, vilket normalt gav fyra stereospår. Med ett knapptryck kunde man hoppa mellan dessa fyra spår och växla låtar. Under en kortare period på 1970-talet fanns det även Stereo-8-band med fyra ljudkanaler för dåtidens surroundljud, kallad quadrofoni, kassetterna kallades då för Quad-8.

## Informationsbroschyrer, bandspelarhistoria

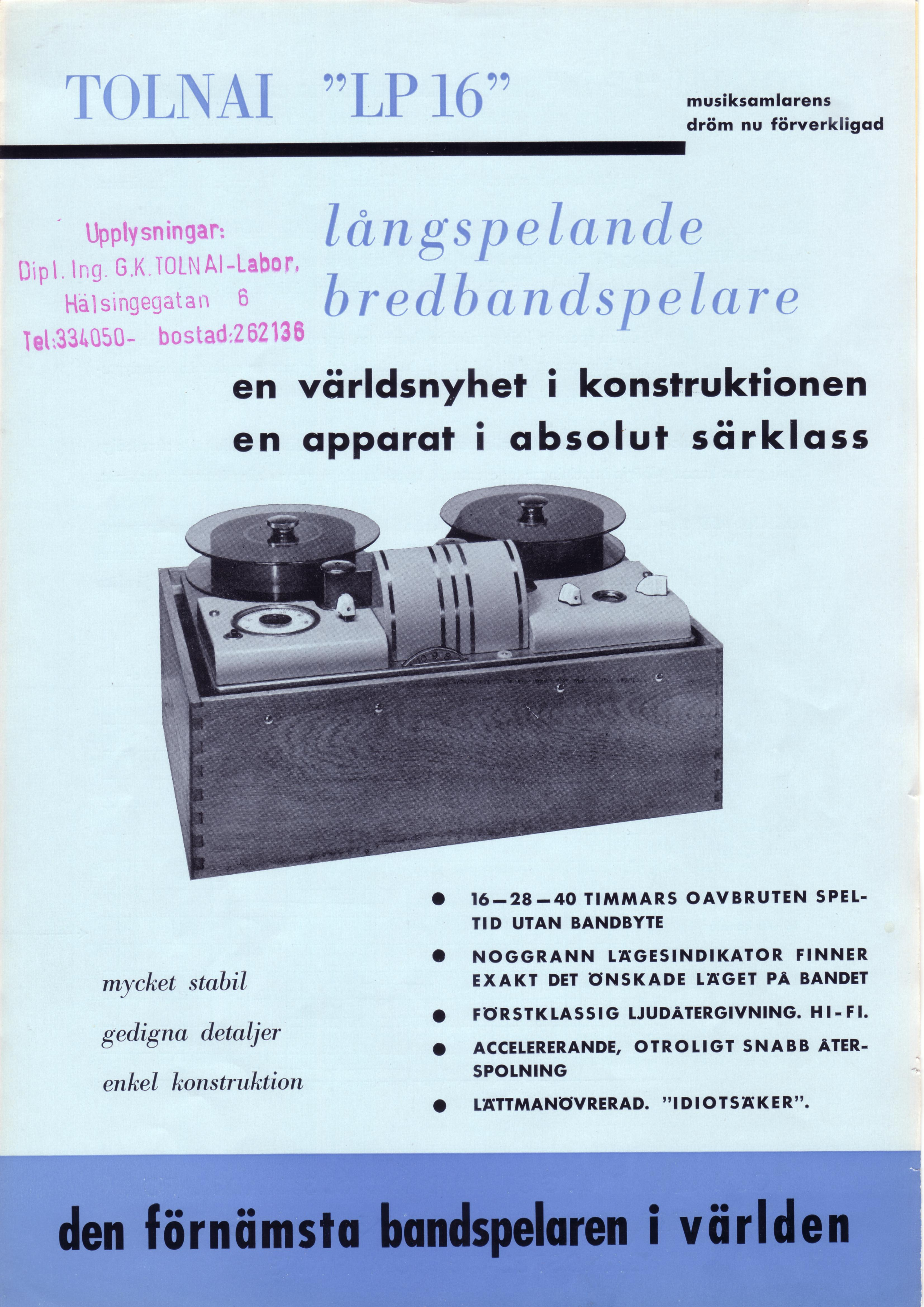
Tolnai "LP 16" Long Playing recorder. Långspelande bandspelare, musiksamlarens dröm nu förverkligad, en världsnyhet i konstruktionen, en apparat i absolut världsklass. Mycket stabil, gedigna detaljer, enkel konstruktion. 16–28–40 timmars oavbruten speltid utan bandbyte. Noggrann lägesindikator finner exakt det önskade läget på bandet. Förstklassig ljudåtergivning med Hi-Fi. Accelererande, otroligt snabb återspolning. Lättmanövrerad. (1954–1959)
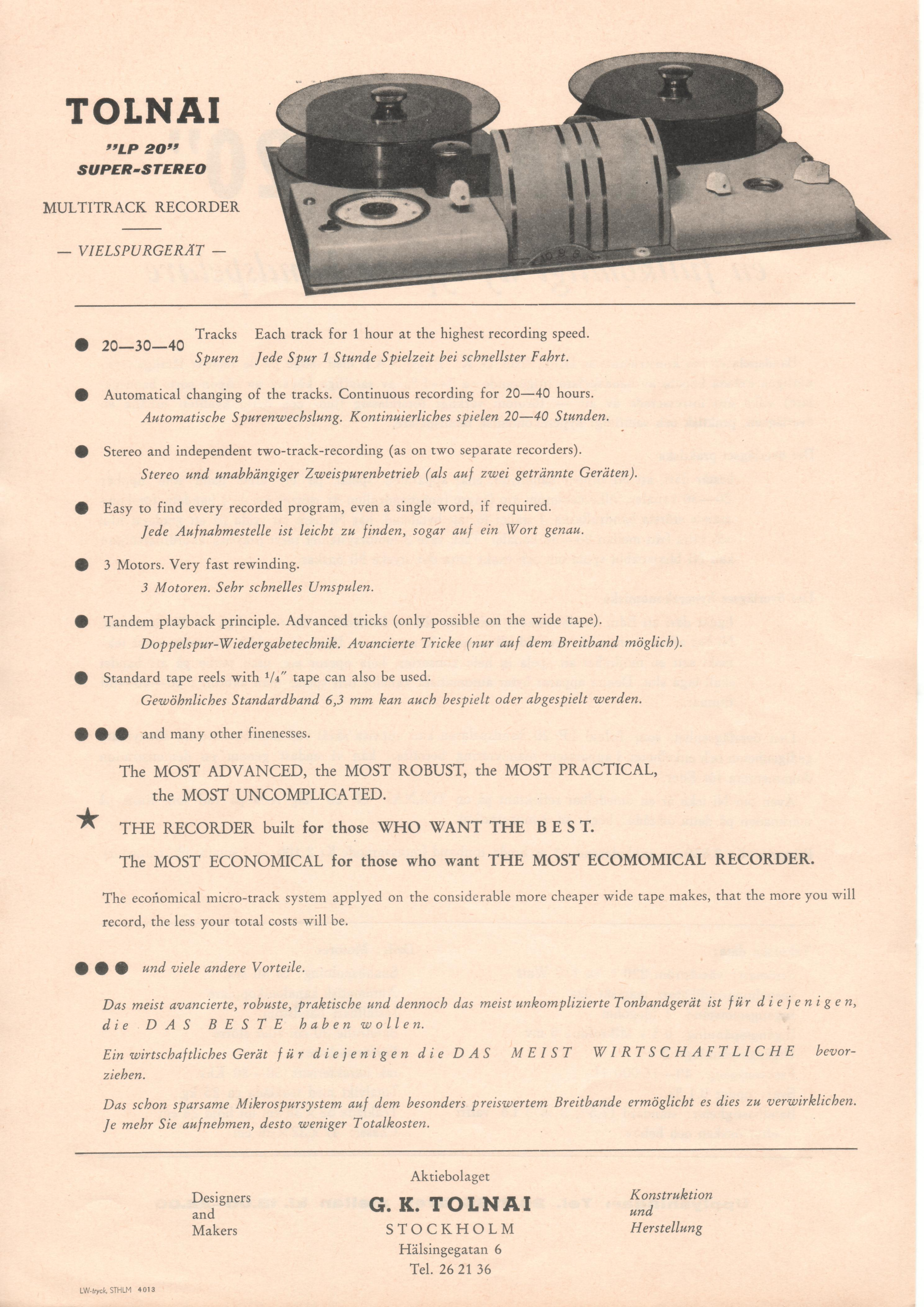
Tolnai "LP 20" Long Playing recorder, Super-Stereo Multitrack recorder. Bandspelaren hade 20-30-40 spår. Varje spår spelade en timme vid den högsta möjliga hastigheten, automatiskt byte av spår och en kontinuerlig speltid av 20-40 timmar, stereo och oberoende två-spårsinspelning (såsom vid två separata bandspelare). (1954–1959)
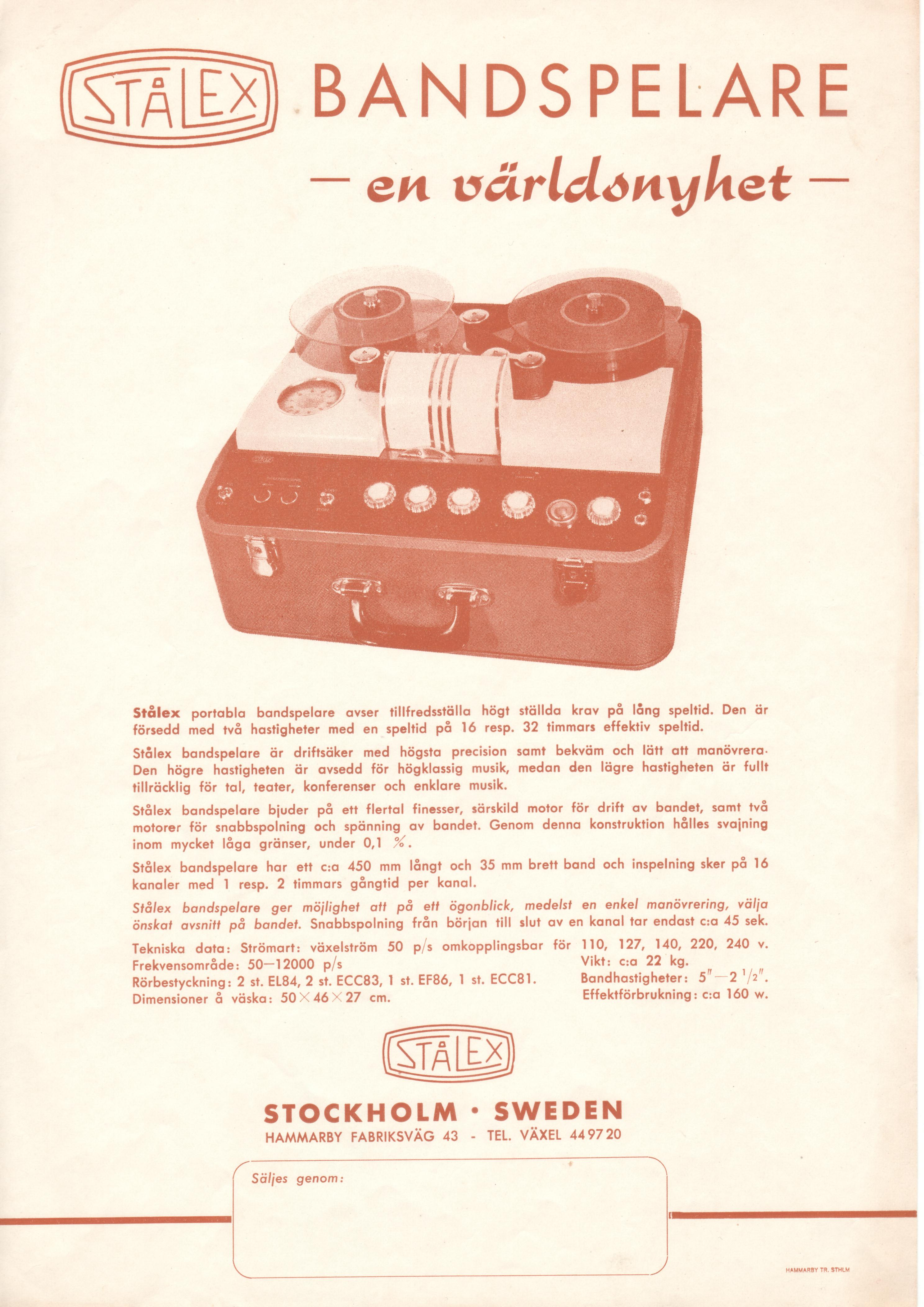
Stålex bandspelare, en världsnyhet. Stålex portabla bandspelare avsåg tillfredsställa högt ställda krav på lång speltid. Den var försedd med två hastigheter med en speltid på 16 respektive 32 timmars effektiv speltid. Stålex bandspelare var driftsäker med högsta precision samt bekväm och lätt att manövrera. Den högre hastigheten var avsedd för högklassig musik, medan den lägre hastigheten var fullt tillräcklig för tal, teater, konferenser och enklare musik. (1950–1960-tal)
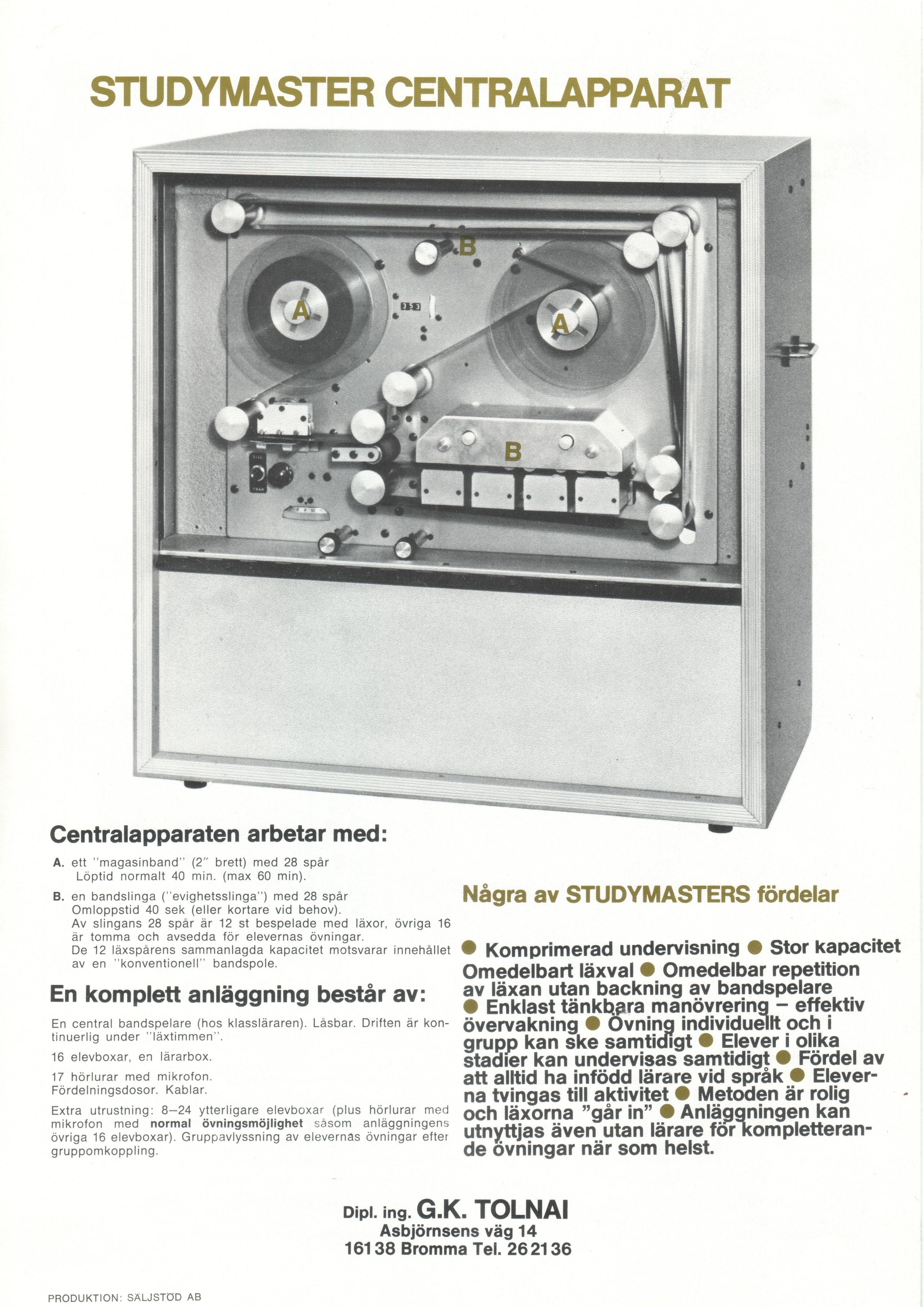
Studymaster Centralapparat för språkundervisning i skolor. Centralapparaten arbetade med ett magasinband, 2 " brett, med 28 spår, löptid normalt 40 minuter (max 60 minuter) och en bandslinga ("evighetsslinga") med 28 spår. Omloppstid 40 sekunder, eller kortare vid behov. Av slingans 28 spår är 12 st bespelade med läxor, övriga 16 är tomma och avsedda för elevernas övningar. (1960–1972)

## Den perfekta ljudåtergivningen

### Tolnais nya uppfinning
Det var Kornél Tolnais stora musikintresse som drev honom till att speciellt inrikta sig på en perfekt ljudåtergivning och därmed till att själv konstruera sin bandspelare. När man införande den elektriska motorn på grammofonerna möjliggjordes även skivväxlaren som kunde spela av skivorna automatiskt en efter en ur en bunt på upp till 10 skivor. Därmed kunde cirka en halvtimmes sammanlagd speltid erhållas, innan man behövde ladda skivväxlaren med nya skivor. Detta nöjde sig inte Tolnai med. Istället gjorde han en ny uppfinning. Det började med att Tolnai hade en trådspelare i slutet på 1940-talet och i början av 1950-talet på vilken han ofta spelade in musik från radion som han tyckte var bra. I början av 1950-talet började han konstruera sin nya uppfinning. Det skulle vara ett brett band, som kunde spela oavbrutet i 16 timmar, eller 20, 24, 28 och ända upp till 30 timmar. Så förverkligades hans dröm att kunna lyssna på sin klassiska musik oavbrutet och slippa byta eller vända på grammofonskivan. Sina för den tiden avancerade bandspelare fann Tolnai avsättning för, förutom i Sverige, även i bland annat USA, Ungern och Finland. På fem olika modeller av sina bandspelare fick han patent, både i Sverige och i USA och Storbritannien.

## Patent

### Patent i olika länder
Några uppfinningar som Gábor Kornél Tolnai fick patent på i olika länder var:
- Centralograph, för produktionsövervakning och registrering av spinnmaskinernas gång i verkstad och kontor:
  1. Tillverkad i egen verkstad, "Dipl.ing. G.K. Tolnai Okl. Gépészmérnök", på Mester utca 13, Budapest IX (1928–1931), Anordning för kontinuerlig uppteckning av rotationshastighet eller arbetsprestation hos maskiner, Patent SE83509, Telefonaktiebolaget L. M. Ericsson, Stockholm, Uppfinnare: G. K. Tolnai och P. Hermann. Sverige, Kungliga Patent- och registreringsverket. Patent nr SE83509. Giltigt från den 9 juli 1931. Publicerat den 28 maj 1935. 4 sidor (inklusive ritning).
  2. Tillverkad hos L.M. Ericsson i Stockholm (med anställning för Tolnai), Centralograf för registrering av spinnmaskiner i verkstaden och kontoret, Registreringsapparat, Patent SE82180, Telefonaktiebolaget L. M. Ericsson, Stockholm, Uppfinnare: G. K. Tolnai. Sverige, Kungliga Patent- och registreringsverket. Patent nr SE82180. Giltigt från den 10 juli 1931. Publicerat den 11 december 1934. 3 sidor (inklusive ritning).
  3. Tillverkad med royalty för Tolnai av direktör Hammarstrand, Kungsgatan, Stockholm, Göta Veritas försäkringar (1934–1949).
- Teletachograph, ett färdskrivarkort, en enhet, för registrering och förbättring av spinnmaskinernas gång, "för fjärrkontroll av arbetsmaskiner", som kombinerar funktionerna av en klocka och en hastighetsmätare (1931–1933).
- Regulator, en anordning för att mäta och reglera hastigheten för att hålla varvtalet konstant hos spinnmaskinerna oavsett belastning (1931–1933).
- Anordning för återgivande på avstånd av fria kroppars rörelse, Patent SE90397, G. K. Tolnai, Stockholm. Sverige, Kungl. Patent- och registreringsverket. Patent SE90397. Prioritet begärd från den 16 april 1935 (Tyskland). Beviljat den 29 juli 1937. Giltigt från den 29 juni 1935. Publicerat den 28 september 1937. Klass 74: c: 12-01. 8 sidor (inklusive 3 sidor ritningar).
- Rapportoskop, Centralinstrument för luftvärnskanoner (1937), patenterades av Arenco i 12 länder (1937–1939), (Kungl. Arméförvaltningens Tygdepartement, 1938). Rapportoskop beställdes 1938, denna konstruktion var början till Centralinstrument hos Arenco.
- Transmission, drivanordning, (AB Gerh. Arehns Mekaniska Verkstad ) (1942) Variabel utväxlingsanordning, Patent SE108544, Aktiebolaget Gerh. Arehns Mekaniska Verkstad, Stockholm. Uppfinnare: G. K. Tolnai, Stockholm. Sverige. Kungl. Patent- och registreringsverket. Patent SE108544. Beviljat den 22 juli 1943. Patenttid från den 10 september 1941. Publicerat den 23 november 1943. Klass 47: h: 14. 3 sidor (inklusive ritning).
- Drivrelä, variabel utväxlingsanordning, del i Centralinstrumentet, separat patent (Arenco) (1943) Variabel utväxlingsanordning, Patent SE103900, Aktiebolaget Gerh. Arehns Mekaniska Verkstad, Stockholm. Uppfinnare: G. K. Tolnai, Stockholm. Sverige. Kungl. Patent- och registreringsverket. Patent SE103900. Beviljat den 30 december 1941. Giltigt från den 21 februari 1940. Publicerat den 3 mars 1942. Klass 47: h: 14. 3 sidor (inklusive ritning).
- Anordning för åstadkommande av samma vinkellägen eller synkron rotationsrörelse hos tvenne mekaniskt åtskilda kroppar, Patent SE114272, Arenco Aktiebolag, Stockholm. Uppfinnare: G. K. Tolnai, Stockholm. Sverige. Kungl. Patent- och registreringsverket. Patent SE114272. Beviljat den 19 april 1945. Patenttid från den 1 mars 1939. Publicerat den 19 juni 1945. Klass 21: c: 46-03. 9 sidor (inklusive 4 sidor ritningar).
- Anordning vid apparater för bestämmande av träffpunkten (framförpunkten) vid beskjutning av rörliga mål, Patent SE118093, Arenco Aktiebolag, Stockholm. Uppfinnare: G. K: Tolnai, Stockholm. Sverige. Kungl. Patent- och registreringsverket. Patent SE118093. Beviljat den 5 december 1946. Patenttid från den 8 juli 1940. Publicerat den 4 februari 1947. Klass 72: f: 15-05. 8 sidor (inklusive 4 sidor ritningar).
- Anordning för synkron överföring av lägesändringar, Patent SE118527, Arenco Aktiebolag, Stockholm. Uppfinnare: G. K. Tolnai, Stockholm. Sverige. Kungl. Patent- och registreringsverket. Patent SE118527. Beviljat den 6 februari 1947. Patenttid från den 29 januari 1941. Publicerat den 8 april 1947. Klass 21: c: 46-01. 3 sidor (inklusive 1 sida ritning).

Samma uppfinning patenterades i USA den 21 maj 1946 under beteckningen:
Transmission device, http://www.google.com/US2400668 Transmission device US2400668. Patent US2400668. United States Patent and Trademark Office, In Sweden September 1, 1941, Application date March 22, 1944, Patented May 21, 1946. Gábor Kornél Tolnai, Stockholm, Sweden, assignor to Arenco Aktiebolag, Stockholm, Sweden, a joint-stock company.
- Anordning för mätning av föremåls avstånd, Patent SE120847, Arenco Aktiebolag, Stockholm. Uppfinnare: G. K. Tolnai, Stockholm. Sverige. Kungliga Patent- och registreringsverket. Patent SE120847. Beviljat den 11 december 1947. Patenttid från den 8 juli 1940. Publicerat den 10 februari 1948. Klass 42: c: 20. 3 sidor (inklusive 1 sida ritning).
- Eldledningsinstrumentering för eldledning mot rörliga mål, Patent SE123543, Arenco Aktiebolag, Stockholm. Uppfinnare: G. K. Tolnai, Stockholm. Sverige. Kungliga Patent- och registreringsverket. Patent SE123543. Beviljat den 7 oktober 1948. Patenttid från den 13 september 1941. Publicerat den 7 december 1948. Klass 72: f: 15-02. 3 sidor (inklusive 1 sida ritning).
- Anordning för mätning av avståndet till ett föremål, Patent SE129878, Arenco Aktiebolag, Stockholm. Uppfinnare: G. K. Tolnai, Stockholm. Sverige. Kungliga Patent- och registreringsverket. Patent SE129878. Beviljat den 17 augusti 1950. Patenttid från den 24 mars 1942. Publicerat den 24 oktober 1950. Klass 42: c: 14. 4 sidor (inklusive 1 sida ritning).
- Anordning vid eldledningsinstrument för beskjutning av luftmål, Patent SE129921, Arenco Aktiebolag, Stockholm. Uppfinnare: G. K. Tolnai, Stockholm. Sverige. Kungliga Patent- och registreringsverket. Patent SE129921. Beviljat den 17 augusti 1950. Patenttid från den 24 mars 1942. Publicerat den 24 oktober 1950. Klass 72: f: 15-05. 5 sidor (inklusive 1 sida ritning).
- Impulsator, en tempereringsmaskin inbyggd i granatspets. Temperering i eldröret på en kanon under pågående och varierande inriktning mot flygplan (för Bofors) (1947)
- Centralinstrument (Modell Tolnai), centralinstrument för luftvärnskanoner (Kungl. Arméförvaltningens Tygdepartement, 1949 års upplaga)
- Bandspelare, så kallad Caféautomat (1954–1959)
- Bandspelare, med 16, 24 eller 28 kanaler för musik och undervisning (1954–1959)
- Studymaster, för språkundervisning (1960–1972)
- Differentialväxel, 4 patent (1960–1972)
- Reportoscope, Sportreportoscope, för att följa idrottsman, till exempel löpare på banan (1975)

### Patent i USA
Några av de uppfinningar som Gábor Kornél Tolnai fick patent på i USA var:
- Överföringsanordning, Transmission device. United States Patent 2400668.  Publication Date: 05/21/1946. Inventor: Gábor Kornél Tolnai. Assignee: ARENCO AB.
- Språkundervisning inspelning-återgivning och metod, Language Teaching Recording-Reproducing Apparatus and Method. United States Patent 3343280. Publication Date: 09/26/1967. Inventor and assignee: Gábor Kornél Tolnai.
- Konstant spänning band transportsystem, Constant Tension Tape Transport System. United States Patent 3327958. Publication Date: 06/27/1967. Inventor and assignee: Gábor Kornél Tolnai.

## Patentlicenser och tillämpningar i USA och europeiska patentprocessande[15][16]
- Gábor Kornél Tolnai, Assignee Patent Directory, Page 1. Example: , [död länk],  etc.

### Patent i Storbritannien
- 1963–1967. An arrangement in sound reproducing appliances having tapelike sound recording carriers, particularly for teaching purposes. 
 Gabor Kornel Tolnai Jun, 7 1967: GB1070864. 
 1,070,864. Recording and playback.[död länk] G. K. TOLNAI. Aug. 4, 1964 [December 10, 1963], No. 30720/64. Heading G5R. Recording and play-back apparatus for teaching purposes including an endless tape 12 associated with a number of heads 16 arranged in a line transverse to the tape is characterized in that a...
- 1939–1941. Improvements in driving mechanism for rotary members. 
 Gabor Kornel Tolnai Sep, 3 1941: GB539278. 
 539,278. Variable-speed friction gearing. TOLNAI, G. K., and AKTIEBOLAGET G. AREHNS MEKANISKA VERKSTAD. March 1, 1940, No. 3901. Convention date, March 1, 1939. [Class 80 (ii)] In means for controlling the speed of a rotating member by means of step-by-step rotary movements, the rotation of a...
- 1939–1941. Improvements in devices for electric remote control. 
 Gabor Kornel Tolnai Sep, 2 1941: GB539242. 
 539,242. Electric synchronous movements. TOLNAI, G. K., and AKTIEBOLAGET G. AREHNS MEKANISKA VERKSTAD. March 1, 1940, No. 3900. Convention date, March 1, 1939. [Class 40 (iii)] [Also in Group XXXVIII] In an arrangement for conveying angular or rotary movement from one shaft to another, each shaft...
- 1935–1936. Improvements in or relating to apparatus for reproducing or repeating the movement of a moving object. 
 Gabor Kornel Tolnai Dec, 1 1936: GB457601. 
 457,601. Electric signalling systems. TOLNAI, G. K., 14, De Geersgatan, Stockholm. June 29, 1936, Nos. 18036 and 26289. Convention dates, June 29, 1935 and June 15, 1936. [Class 40 (i)] [See also Groups XIX and XX] In a system for optically reproducing sporting events such as races, pointing...
- 1931–1932. Improvements in apparatus for recording the performance of machines. 
 Gabor Kornel Tolnai Dec, 15 1932: GB384697. 
384,697. Recording- apparatus. TOLNAI, G. K., 13, Mester U, Budapest. July 31, 1931, No. 21870. [Class 106 (iv).] Recording particular operations.-An apparatus for recording the performances of a number of working machines on a common record-strip driven uniformly comprises a printing hammer 1,...
- 1931–1932. Improvements in and relating to apparatus for recording the speed of working of machine or other revolving shafts. 
 Gabor Kornel Tolnai Oct, 31 1932: GB382664. 
 382,664. Recording-apparatus. TOLNAI, G. K., 13, Mester Utca, and HERMANN, Paul, 45, Buda rsi Ut., both in Budapest. July 31, 1931, No. 21869. [Class 106 (iv).] An apparatus for recording the speed or working of a machine comprises a recording member periodically restored to and started anew from a...